# Ploertendoder

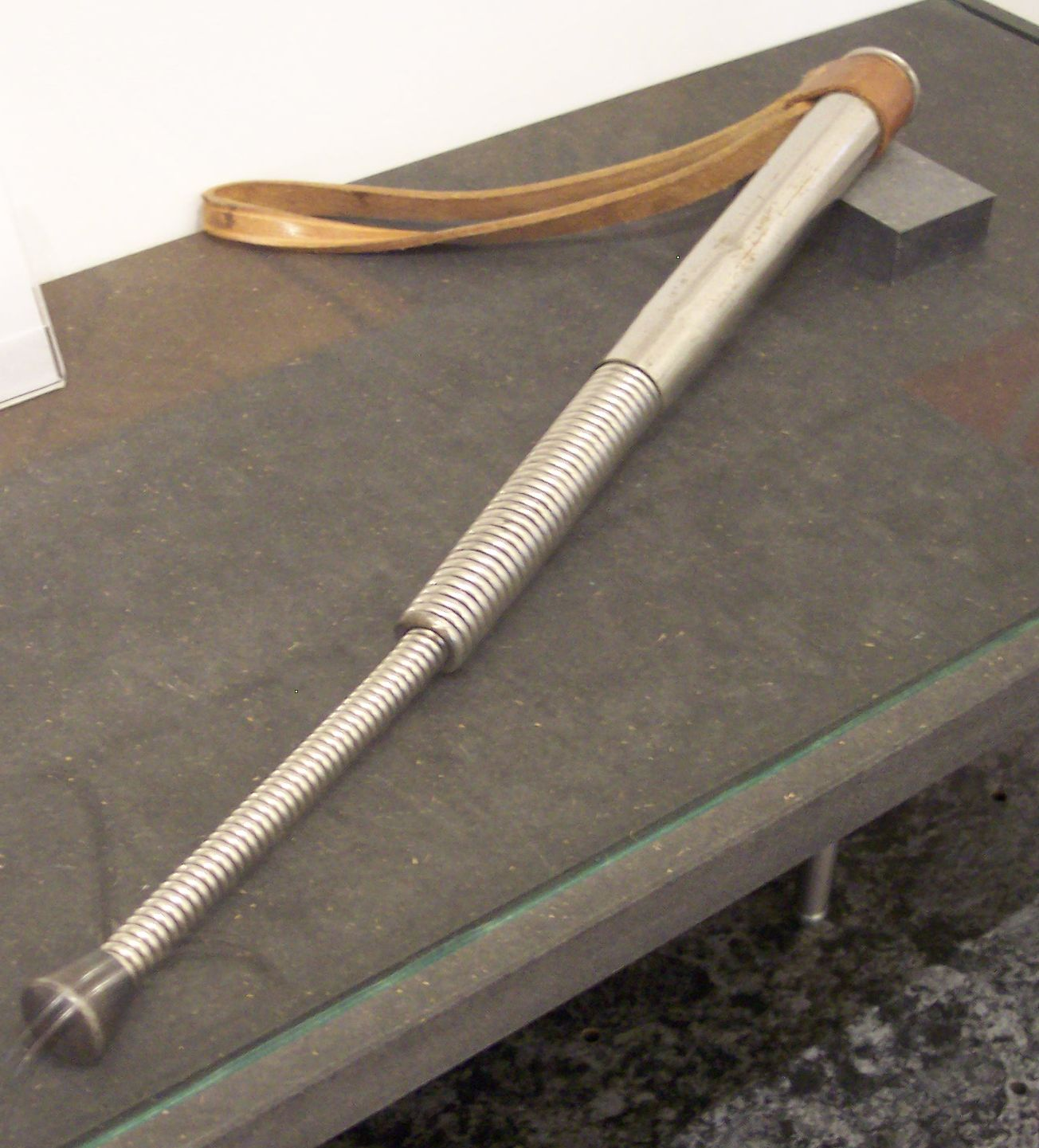
Telescoopploertendoder

Een ploertendoder is een gevechtswapen, vergelijkbaar met een gummiknuppel, dat bestaat uit een flexibele stok. Anders dan bij de gummiknuppel zit aan het uiteinde nog een zware loden knop, waardoor een hardere slag kan worden toegebracht, die zelfs de dood tot gevolg kan hebben. Daarom is het wapen verboden in Nederland en in België.
De ploertendoder valt in Nederland onder categorie I sub 3 van de Wet wapens en munitie en kan daarbij onder geen enkele omstandigheid worden aanvaard. De gummiknuppel (wapenstok) valt er in categorie IV sub 3 van de Wet wapens en munitie, en is derhalve een toegestaan wapen; het dragen en het voorhanden hebben op straat is wel verboden.